# Hypatia (Zeitschrift)
Hypatia. A Journal of Feminist Philosophy ist der Titel einer englischsprachigen, peer-reviewten Zeitschrift für feministische Philosophie. Die Zeitschrift ist nach der griechischen Philosophin und Mathematikerin Hypatia von Alexandria benannt. Sie versteht sich als Forum für hervorragende aktuelle Arbeiten auf dem Gebiet der feministischen Philosophie.

## Geschichte
In Versammlung der Society for Women in Philosophy (SWIP) wurde bereits in den frühen 70er-Jahren die Gründung einer eigenen Zeitschrift diskutiert. 1977 wurde der Beschluss, ein erstes Editorial Board zu gründen, gefasst. Diesem gehörten u. a. Sandra Harding und Helen E. Longino an. Die ersten drei Ausgaben der Zeitschrift wurden als Beilagen der britischen Zeitschrift Women's Studies International Forum veröffentlicht. Die erste unabhängige Ausgabe der Zeitschrift erschien am 14. April 1986 unter Margaret (Peggy) Simons. Ab 1988 wurde die Zeitschrift von Indiana University Press herausgegeben. In der Folge erschien die Zeitschrift auch bei Wiley, inzwischen wird sie bei Cambridge University Press veröffentlicht. Seit 2012 werden Buchrezensionen auf der Open-Access-Plattform Hypatia Reviews Online veröffentlicht.
Die Veröffentlichung des Artikels „In Defense of Transracialism“ der Autorin Rebecca Tuvel führte 2017 zu einer Kontroverse sowohl innerhalb des Herausgeberinnenteams der Zeitschrift als auch in Fachkreisen und der Medienöffentlichkeit. Diese drehte sich vor allem um die Frage, ob der Artikel, der argumentierte, dass „transracial“ Identitäten wie die von Rachel Dolezal genau wie transgender Identitäten respektiert werden sollten, in dieser Form hätte veröffentlicht werden sollen. In der Folge traten viele Mitglieder des Herausgeberinnenteams zurück. 2018 wurde bekannt, dass im Zuge des Sokal-Squared-Hoaxes auch zwei Artikel bei Hypatia eingereicht worden waren, von denen eins zur Veröffentlichung angenommen wurde.

## Redaktion
Herausgeberinnen sind (Stand 2023) Bonnie J. Mann, Erin McKenna, Camisha Russel und Rocío Zambrana. Die Zeitschrift wird von der Nonprofit Corporation Hypatia getragen, deren Präsidentin Linda Martín Alcoff ist.